# Phytodietus rubidus
Phytodietus rubidus là một loài tò vò trong họ Ichneumonidae.